# Желязко Гагов
Желязко Иванов Гагов е български политик, от 2023 г. е кмет на община Панагюрище.

## Биография
Роден е на 7 декември 1978 г. в град Панагюрище, Народна република България. Завършва Езикова гимназия „Бертолт Брехт“ в Пазарджик, а след това висше образование със специалности „Право“ и „Финанси“. Работи като директор „Маркетинг и продажби“ в „Оптикс“ – компания в сектора на сигурността и отбраната на България със седалище в Панагюрище.

### Политическа дейност
На местните избори през 2023 г. е кандидат за кмет на община Панагюрище, издигнат от инициативен комитет, подкрепен от „Демократична България“, „Има такъв народ“,Евророма, Възраждане , „БСП за България“, „Български възход“, „Продължаваме промяната“, Движение за права и свободи и Величие (партия). На проведения първи тур получава 4428 гласа (или 48,11%) и се явява на балотаж с дотогавашния кмет Никола Белишки от ГЕРБ, който получава 4188 гласа (или 45,50%). На провелия се втори тур е избран за кмет, като получава 4576 гласа (или 49,71%), с едва 28 гласа разлика.
През февруари 2024 г. Върховният административен съд излиза с решение да обяви изборите от 2023 г. за недействителни, тъй като са установени съществени нарушения на изборния процес при провеждането на втория тур на местните избори. На 23 юни 2024 г. се провеждат частични местни избори за кмет на Панагюрище, на тях Желязко Гагов е излъчен от инициативен комитет, а негов опонент е Никола Белишки от коалиция „ГЕРБ – СДС“. На провелите се избори Желязко Гагов е избран от първи тур, като получава 5762 гласа (или 64,48%).